# Stade de la Frontière
Stade de la Frontière is een stadion in Esch-sur-Alzette, Luxemburg. Het stadion kan worden gebruikt voor meerdere sporten, maar het wordt vooral gebruikt voor voetbal. Stade de la Frontière is de thuisbasis van voetbalclub Jeunesse Esch. Het stadion kan ongeveer 5.400 toeschouwers herbergen.

## Interlands
| #  | Datum      | Wedstrijd                                  | Uitslag | Soort wedstrijd | Toeschouwers |
| -- | ---------- | ------------------------------------------ | ------- | --------------- | ------------ |
| 1  | 22/10/1972 | Luxemburg – Turkije                        | 2 – 0   | WK-kwalificatie | 5.000        |
| 2  | 23/10/1979 | Luxemburg – Zweden                         | 1 – 1   | EK-kwalificatie | 1.120        |
| 3  | 16/03/1980 | Luxemburg – Uruguay                        | 0 – 1   | Oefeninterland  | 1.500        |
| 4  | 27/04/1982 | Luxemburg – Frankrijk                      | 0 – 1   | Oefeninterland  | onbekend     |
| 5  | 11/05/1984 | Luxemburg – Turkije                        | 1 – 3   | Oefeninterland  | 5.000        |
| 6  | 17/11/1984 | Luxemburg – Duitse Democratische Republiek | 0 – 5   | WK-kwalificatie | 1.179        |
| 7  | 02/12/1987 | Luxemburg – Schotland                      | 0 – 0   | EK-kwalificatie | 2.000        |
| 8  | 18/10/1988 | Luxemburg – Tsjecho-Slowakije              | 0 – 2   | WK-kwalificatie | 1.900        |
| 9  | 28/03/1990 | Luxemburg – IJsland                        | 1 – 2   | Oefeninterland  | 600          |
| 10 | 19/08/2003 | Luxemburg – Malta                          | 1 – 1   | Oefeninterland  | 2.000        |